# Batalhão Bagramyan
Batalhão Bagramyan (em russo:  Батальон имени Баграмяна; em armênio/arménio:  Բաղրամյանի անվան գումարտակ) foi uma unidade formada na Abecásia e composta predominantemente por armênios étnicos que viviam na Abecásia e que lutaram junto com as forças separatistas abecásias apoiadas pela Rússia durante a Guerra na Abecásia (1992–1993). 
Foi nomeado em homenagem ao marechal soviético armênio Ivan Bagramyan e seu objetivo era defender os armênios étnicos que viviam na região dos excessos reais ou alegados dos militares georgianos.  No entanto, o batalhão foi usado para organizar operações punitivas em aldeias georgianas ou realizar perseguições (estupros, incêndios criminosos, atentados ou execuções) contra a população civil da Geórgia, contribuindo para a limpeza étnica da região. Organizações internacionais, bem como a Geórgia, consideram-na uma organização terrorista.